# Перхта
Фрау Перхта (Frau Perchta) или Фрау Перхт (Frau Percht) е легендарна женска фигура, срещана по различни начини в континенталната германска и в славянската митология. Тя вероятно произлиза от скандинавската богиня Фриг чрез асимилация на келтски субстрат. В Централна Германия съответства на легендарната фигура Фрау Холе. Името вероятно е от високонемското peraht („ярък, лъскав“) и следователно означава „блестящата“. Други предположения са, че то е от келтски произход.
Регионалните варианти на името включват Berigl, Berchtlmuada, Perhta-Baba, Zlobna Pehta, Bechtrababa, Sampa, Stampa, Lutzl, Zamperin, Pudelfrau, Zampermuatta и Rauweib.
Перхта често се идентифицира като произлизаща от същата германска богиня като Холда и други женски фигури от немския фолклор (напр. Фрия-Фриг). Според Якоб Грим и Лоте Моц Перхта е южната братовчедка на Холда или неин еквивалент, тъй като и двете споделят ролята на „пазителка на зверовете“ и се появяват по време на Дванадесетте дни на Коледа, когато наблюдават преденето. Братя Грим казват, че Перхта или Берхта е била известна „точно в горногерманските региони, където Холда е напуснала – в Швабия, в Елзас, в Швейцария, в Бавария и Австрия.“
Според Етика Трим Перхта възниква от смесването на германски и предгермански, вероятно келтски, традиции на алпийските региони след периода на Великото преселение на народите през Ранното средновековие.

## Възникване
Легендарната фигура на Фрау Перхт се среща предимно в източната горнонемска езикова зона и в по-малка степен в Словения и Чехия. Непозната е за областта на долнонемските и среднонемските диалекти. Там доминира Фрау Холе, така както още по на север други фигури като Фрау Фрике или Фрау Годе/Воде. Има само няколко припокривания между зоните на Перхт и Холе.
Заедно с варианти на името алтернативни форми и съществуващи заместващи форми, легенди и друга информация за Перхта изпълват цялата горнонемска езикова област. Варианти на името и алтернативни форми са напр. Bercht, Berchta, Pertica, Per(ch)tiga, Stampfe, Paxto-Stampfo или Sperchta. Тези имена обаче се срещат само в малък мащаб и се смесват с действителното име Перхта. Понякога мотиви от легенди от среднозимните обичаи, свързани с Перхта, са пренасяни върху християнски светци. Така напр. Перхта не се среща в района на Пасау, но е приела доста от артибутите на Света Лукия в сказанията за светицата. Това може да се обясни с факта, че през 14-15-ти век празникът на светците 13-ти декември е най-късият ден в годината поради използването на Юлианския календар. Света Лукия е и, във връзка с Перхта, „предсъществуваща заместваща фигура“.
Най-ранното надеждно писмено свидетелство за Перхта е от 13 век. Друго вероятно свидетелство е от 12 век, и трябва да се има предвид и свидетелство от 11 век. Лингвогеографските изследвания доказват вероятността името да се отнася най-малкото към втората ротация на съгласните.

## Имена
Перхта има много различни имена в зависимост от епохата и региона: Грим изброява имената Perahta и Berchte като основни имена (в заглавието си), следвани от Berchta на старонемски, както и Behrta и Frau Perchta. В Баден, Швабия, Швейцария и словенските региони тя често е била наричана Frau Faste (Дамата от Дните на жарава) или Пехта или „Kvaternica“ на словенски. Дните на жаравата са тримесечни периоди (на латински: quatuor tempora) на молитва и пост в литургичния календар на западните християнски църкви, традиционно провеждани в сряда, петък и събота след Деня на Св. Лукия (13 декември), първата неделя от Великия пост, Петдесетница и Деня на Светия кръст (14 септември), въпреки че някои области следват различен модел. На други места тя е известна като Posterli, Quatemberca и Fronfastenweiber.
Майката на франкския император Карл Велики може да е имала свързано, макар и несъзнателно влияние, както и самата вестготска кралица Брунхилда, в нейния средновековен фолклор. За Берта или Бертрада се казва, че е била с дълги и широки крака, всъщност по-висока от нейния съпруг, наричан именно Пипин Късия, и може да е причината Карл Велики да наследи от нея необичайния си ръст.
Регионалните варианти на името включват Berigl, Berchtlmuada, Perhta-Baba, Zlobna Pehta, Bechtrababa, Sampa, Stampa, Lutzl, Zamperin, Pudelfrau, Zampermuatta и Rauweib.
В Южна Австрия, в Каринтия сред словенците, мъжката форма на Перхта е била известна като Quantembermann на немски или Kvaternik на словенски (човекът на четирите Дни на жаравата). Грим смята, че нейният мъжки двойник или еквивалент е Берхтолд.

## Сказания
Перхта наказва мързела и нарушенията на закона за празничната храна. Наказанието може да варира от обикновени кошмари до разрязване на корема. След това стомахът на жертвата често се пълни с камъни, за да се потопи в кладенец. Освен това дъхът на Перхта може да убие или да ослепи.
Обратно, тя възнаграждава усърдието и услужливостта. Освен пълни макари, златни конци и снопове лен за предачки тя раздава и монети, които слугините намират в кофи (главно на кладенеца). Но трябва да отговаря и за растежа на зърното. Кладенците или езерцата също са местата, където Перхта пази още неродените души. В този смисъл тя се смята и за водач на тълпата от неродени деца и деца, починали без да бъдат кръстени.
Първоначално Перхта е привърженичка на културни табута, като забраната за предене по празници. Във фолклора на Бавария и Австрия се казва, че тя броди из провинцията по средата на зимата и влиза в домовете през Дванадесетте дни между Коледа и Богоявление (особено на Дванадесетата нощ). Тя ще разбере дали децата и младите служители в домакинството са се държали добре и дали са работили усилено през цялата година. Ако това е било така, те са можели да намерят малка сребърна монета на следващия ден в обувка или кофа. В случай на противното тя е разпорвала коремите им, изваждаа стомаха и вътрешностите им и е напълвала дупката със слама и камъчета. Тя е била особено разтревожена, когато е виждала, че момичетата са изпредали цялата им част от лен или вълна през годината. Тя също е разрязвала коремите на хората и ги е тъпчела със слама, ако ядат нещо в нощта на нейния празник, различно от традиционното ястие от риба и овесена каша.
В някои описания Perchta има две форми; тя може да изглежда или красива и бяла като сняг като името си, или като възрастна и изморена. Под името Бутцеберхт Перхта също е изобразявана като старица със странен крак (прекомерно голям от предене или с форма на патка или гъска) като стариците в приказката Трите предачки на братя Грим. Те смятат, че странното ѝ стъпало символизира, че тя е по-висше същество, което може да промени формата си в животинска форма. Те забелязват, че Берта със странен крак съществува на много езици (среднонемски „Berhte mit dem fuoze“, френски „Berthe au grand pied“, латински „Berhta cum magno pede“, италиански „Berta dai gran piè“, заглавие на средновековна епична поема от италианската област): „Това очевидно е кракът на девойка-лебед, който като белег на нейната висша природа тя не може да остави настрана... и в същото време въртящият се крак на предачката, който работеше на стъпалото“.
В Тирол тя изглежда като малка старица с много набръчкано лице, ярки живи очи и дълъг извит нос; косите ѝ са разрошени, а дрехите – парцаливи.
Перхта се появява главно през 12-те нощти на Коледа, т.е. времето между зимното слънцестоене и 6 януари. Денят ѝ обикновено е 6 януари – Богоявление или Голяма Нова година (особено в Южна Германия и Алпите, но също и в тюрингско-саксонската културна зона, и съответства на идеята за Нова година, която е предадена чрез обичаи и народни вярвания). През това време Перхта трябва да лети във въздуха. Приликата в имената между Фрау Пехта и Кнехт Рупрехт (спътникът на Свети Николай Чудотворец) предполага връзка между двете фигури. Това се подкрепя и от тяхното възнаграждаващо и наказващо поведение и от факта, че и двете се появяват предимно през зимните месеци.
Култът към Перхта, според който последователите оставяха храна и напитки за Фрау Перхт и нейните последователи с надеждата да получат богатство и изобилие, е осъден в Бавария в Thesaurus pauperum (1468 г.) и от Томас Ебендорфер фон Хазелбах в De decem praeceptis (1439).
По-късните канонични и църковни документи характеризират Перхта като синоним на други водещи женски духове: Холда, Диана, Иродиада, Ричела и Абундия.

## Интерпретация
В описанията на Перхта атрибутите на желязото и носа са силно подчертани. Брадвата, която тя използва, за да посече телата на жертвите си, също е от желязо. В много истории тя дрънка и с желязна верига. Този поразителен акцент върху желязото може да означава предгермански субстрат. Така келтският Норик е най-големият доставчик на желязо в Римската империя. Там богинята Нореа е била много почитана. Тя е била и богиня на минното дело. Също така почти навсякъде се подчертава, че Перхта има голям нос. Мотивът на носа може да се тълкува като птичи клюн и вероятно сочи към стара богиня птица, която е била почитана в многобройни варианти в Югоизточна Европа.
Според Якоб Грим (1882) за Перхта се е говорело на старонемски език през 10 век като Фрау Берхта (Frau Berchta) и тя се е смятала за богиня в бяла роба, която ръководи преденето и тъкането, подобно на митовете за Холда. Той вярва, че тя е женският еквивалент на Берхтолд и понякога е била водачка на Дивия лов. Джон Б. Смит обаче не е съгласен и предполага, че Перхта представлява олицетворение на празника Богоявление (Денят на Перхта) и следователно не е предхристиянска.
Германистката Ерика Тим подозира, че тези групи германи, които са се преместили в Южна Германия, са донесли със себе си женски numen, който доста съответства на централногерманския, и на по-късната Фрау Холе. Но скоро са ѝ дали елементи от обичаите на старите обитатели на тези места. Това може да обясни общите елементи на Фрау Холе и Перхта, но също така и особеностите на всяка една от тях.
Процесиите на Перхти (Perchten), т.е. на маските на женските придружителки на Перхта, провеждащи се през последната седмица на декември и през първата седмица на януари, особено на 6 януари, изглеждат много по-млади от легендите за нумена. За първи път те са писмено засвидетелствани през 1582 г. Също така те не са споменати в антисуеверната литература, оценена от Ерика Тим от периода между 13 и 15 век, която осъжда дори малкото предлане на храна на Перхт като смъртен грях. Въпреки това подобни процесии са известни в много области на Европа, напр. в Граубюнден и в баварско-австрийската област. Това може да означава, че по-ранните обичаи, съществували през 16 век, сега са бивали оправдани с факта, че са искали да ловува Перхт, което все още било толерирано до известна степен, тъй като обичаят е бил насочен срещу „демона“. Но това вероятно не е истинска традиция на Перхта. Едва в епохата на Контрареформацията тази толерантност свършва и процесиите на Перхти са строго потиснати от Католическата църква и светските власти.

## Модерно празнуване
В съвременната култура Перхта е изобразен като „възнаграждаваща щедрите и наказваща лошите, особено лъжливите деца“.
Днес в Австрия, особено в Залцбург, където се казва, че тя се скита из замъка Хьоензалцбург в дълбините на нощта, Перхтите все още са традиционна част от празници и фестивали (като Карневалния Фастнахт). Дървените маски на животни, направени за фестивалите, днес се наричат на немски: Perchten.
В региона Понгау в Австрия се провеждат всяка зима големи процесии на Красиви Перхти (на немски: Schönperchten) и на Грозни Перхти (на немски: Schiachperchten). Смята се, че красивите маски насърчават финансови неочаквани печалби, а грозните маски се носят, за да прогонят злите духове.
Други регионални вариации включват Tresterer в австрийския регион Пинцгау, танцьорите на кокили в град Ункен, Прехт с клюн (Schnabelpercht или Schnabelperchten) в региона Унтеринтал и „Биене на камбани“ (Glöcklerlaufen) в Залцкамергут. Редица големи ски курорти превръщат традицията в туристическа атракция, привличаща големи тълпи всяка зима.